# Cornelius Becker
Pour les articles homonymes, voir Cornelius Becker Philip et Becker.
Cornelius Becker était un théologien luthérien saxon et un poète né à Leipzig le 24 octobre 1561 et décédé dans la même ville le 25 mai 1604.

## Biographie
Fils d'un marchand, Becker a d'abord fréquenté l'école Saint-Thomas puis l'université de Leipzig à partir de 1573. Il obtient un baccalauréat ès art en 1580 puis une maîtrise dans le même domaine en 1584. Après avoir été archidiacre à Rochlitz, il revient enseigner à l'école Saint-Thomas en 1588 et épouse Dorothea Stockmann en 1589. Elle lui donnera quatre enfants. En 1592, Cornelius Becker est nommé diacre de l'église Saint-Nicolas avant d'en devenir le pasteur deux années plus tard. L'université le fait docteur en théologie en 1599 et le titularise en tant qu'enseignant en son sein sans qu'il abandonne pour autant ses fonctions de pasteur. Théologien luthérien zélé, il meurt a 42 ans dans une ville qu'il n'a quasiment pas quittée.
Johann Sebastian Bach a repris ses textes dans deux cantates, les BWV 85 et 104.

## Œuvre
- Der Herr ist mein getreuer Hirt, dem ich mich ganz vertraue (EKG Rheinland, Westfalen und Lippe, Nummer 448)
- Lasset die Kindlein kommen zu mir, spricht Gottes Sohn
- Mit meinem Gott geh ich zur Ruh und tu in Fried mein Augen zu (EKG 359)
- Die Cistercienser-Abtei Altenberg bei Cöln. Mit historischer Erläuterung (Münster ohne Jahr, mit Cornelius Schimmel)
- Der Psalter Davids gesangweis (Leipzig 1602; über 25 Auflagen bis 1712)
- Christliche Leichpredikt bey dem Begraebnis des […] Herrn Adam Tulsner, des Rahts und Stadt-Richters zu Leipzig […] 22. Februar 1603 (Leipzig 1603)